# Guayonje
Guayonje, también escrito Guayonge, es una entidad de población perteneciente al municipio de Tacoronte, en la isla de Tenerife —Canarias, España—.

## Toponimia
Su nombre se debe al barranco próximo, que tiene su nacimiento a 1 454 m s. n. m. entre las elevaciones Cabeza de Toro y Lomo de la Laguneta Alta, en el término municipal de El Rosario, y desemboca en el mar en el callao de Guayonje después de recorrer diez kilómetros.
Se trata de un término de procedencia guanche. Para el filólogo Ignacio Reyes puede ser traducido como 'el cabrito, el ternero' o 'el bizco'.
En la documentación histórica aparece también con las variantes Aguayonje, Bayonja, Gaonce, Guavonje, Guayon, Guayonen, Guayonge, Guayonja, Guayonza y Guayonze.
Para el poeta-historiador Antonio de Viana en su poema La Conquista de Tenerife, Guayonja era el nombre de uno de los guerreros del mencey Bencomo que muere en la matanza de Acentejo a manos del conquistador Fernando de Trujillo.

## Geografía
Se trata de un núcleo situado en la zona baja de Tacoronte, a apenas un kilómetro del centro municipal. Alcanza una altitud media de 296 m s. n. m.
El barrio cuenta con un parque infantil, una cancha deportiva, un centro cultural y con el colegio de primaria Guayonge. También se encuentran aquí el parque cultural Dragomar y la escuela de capacitación agraria del gobierno de Canarias.
En la costa se encuentra la playa del Camello, a la cual se accede desde Mesa del Mar.
El tramo final del barranco de Guayonje y los acantilados costeros bajo la localidad forman parte del paisaje protegido de Costa de Acentejo. Asimismo, en este enclave se localiza un importante yacimiento arqueológico de la cultura guanche, declarado en 2007 Bien de Interés Cultural en la categoría de zona arqueológica. Este yacimiento consta de numerosas cuevas de habitación y funerarias, asegurando la tradición que en el cauce del barranco de Guayonje se localizaba una de las cueva-habitación del mencey de Tacoronte.
En Guayonje se halla  además uno de los árboles monumentales del municipio, el conocido como drago del Cubano, ejemplar de Dracaena draco con 9,5 metros de altura y un perímetro de 4,29 metros, al que se le estima una edad de aproximada de 225 años.

## Demografía
| Año        | 2000 | 2005 | 2010  | 2015  | 2020  |
| ---------- | ---- | ---- | ----- | ----- | ----- |
| Habitantes | 917  | 997  | 1 117 | 1 118 | 1 141 |

## Comunicaciones
Se llega al barrio principalmente a través de la carretera de Guayonje Antiguo Camino Los Guanches TF-165, de la calle de La Herrería o de la calle de Los Perales.

### Transporte público
En autobús —guagua— queda conectado mediante la siguiente línea de TITSA: 
| Línea | Trayecto                                         | Recorrido     |
| ----- | ------------------------------------------------ | ------------- |
| 023   | Tacoronte - El Pris (por El Calvario y Guayonje) | Horario/Línea |

## Lugares de interés
- Escuela de Capacitación Agraria
- Drago del Cubano
- Parque Cultural Dragomar
- Playa del Camello
- Castillete de Óscar Domínguez
- Zona arqueológica «Los Acantilados de Tacoronte y El Barranco de Guayonge» (BIC)